# Список произведений Майна Рида
Неполный список произведений Майн Рида
- 1849 — Военная жизнь, или Приключения офицера лёгкой пехоты

- 1850 — Вольные стрелки
- 1851 — Охотники за скальпами
- 1852 — Жилище в пустыне
- 1853 — В поисках белого бизона
- 1854 — Гудзонов залив
- 1854 — Изгнанники в лесу
- 1855 — Охотничий праздник
- 1855 — Белый вождь
- 1855 — В дебрях Южной Африки, или Приключения бура и его семьи
- 1856 — Дикая жизнь, или Приключения на границе: Рассказ о первых днях в Техасе
- 1856 — Юные охотники, или Повесть о приключениях в Южной Африке
- 1856 — Квартеронка
- 1857 — Тропа войны
- 1858 — Охотники за растениями
- 1858 — На море
- 1859 — Оцеола, вождь семинолов
- 1859 — Морской волчонок

- 1860 — Необычные люди: Популярное описание экзотических человеческих рас
- 1860 — Объездчики
- 1861 — Отважная охотница
- 1861 — Жак Депар
- 1861 — Охотники на медведей
- 1862 — Мароны
- 1863 — Крокет
- 1864 — Ползуны по скалам
- 1864 — Затерянные в океане
- 1864 — Белая перчатка
- 1865 — Молодые невольники
- 1865 — Всадник без головы
- 1866 — Бандолеро, или Свадьба в горах
- 1866 — Водяная пустыня
- 1867 — Четвероногие, кто они такие и где водятся: Книга по зоологии для ребят
- 1867 — Охотники за жирафами
- 1867 — Вождь гверильясов
- 1868 — Жена-девочка
- 1868 — Остров дьявола
- 1868 — Беспомощная рука, или Возмездие дикого леса
- 1868 — Голубой Дик
- 1869 — Белая скво

- 1870 — В дебрях Борнео, или Приключения потерпевших кораблекрушение
- 1871 — Уединённое жилище
- 1872 — Перст судьбы
- 1873 — Кубинский патриот, или Прекрасная креолка. Эпизод из кубинской революции
- 1873 — Смертельный выстрел
- 1876 — Сигнал бедствия
- 1877 — Гвен Уинн: Роман долины реки Уай
- 1877 — Чёрный мустангер
- 1879 — Гаспар-гаучо
- 1879 — Королева озёр

- 1881 — Американские партизаны
- 1881 — Охота на Левиафана
- 1882 — Затерявшаяся гора

## Изданные посмертно
- 1883 — Переселенцы Трансвааля
- 1884 — Огненная земля
- 1885 — Пронзённое сердце и другие рассказы
- 1888 — Без пощады!
- 1889 — Натуралист в Силурии
- 1890 — Популярные приключенческие повести

## Рассказы, статьи
- ? — Дерево-ловушка и другие рассказы
- ? — Призрак у ворот
- ? — В манграх
- ? — В плену у конфедератов
- ? — Двенадцать миль вброд
- ? — Испытание любви
- ? — Охотник на игуан
- ? — Среди пальметт. Приключение в болотах Луизианы
- ? — Жизнь хароко
- ? — Рождество в охотничьем домике
- 1885 — Лапландия и лапландцы. (Статья опубликована в журнале «Вокруг света» в 1985 году)